# Indentation comme syntaxe
Un langage de programmation utilise l'indentation comme syntaxe si une zone de code indentée délimite un bloc.
Un bloc est une entité programmatique qui délimite une portée.
Peter J. Landin a inventé le concept de l'indentation comme syntaxe et créé le terme anglais off-side rule qui le désigne en 1966.

## Définition historique
« Tout token qui n'est pas un espace à la gauche d'un tel token sur la ligne précédente est pris comme le début d'une nouvelle déclaration. »

— P. J. Landin, The Next 700 Programming Languages, Communications of the ACM, 9:157–165, mars 1966 DOI 10.1145/365230.365257
Il constitue une alternative au langage de programmation avec accolades (en).

## Exemples de code
L'exemple qui suit est un exemple de bloc en Python
(noter les deux points obligatoires - Ils sont des marqueurs syntaxiques
qui facilitent la lecture) :
```
 
def
 
fib
(
n
):

     
if
 
n
 
<
 
2
:

         
return
 
n

     
else
:

         
return
 
fib
(
n
 
-
 
1
)
 
+
 
fib
(
n
 
-
 
2
)

```

## Langages utilisant l'indentation comme syntaxe
- CoffeeScript
- ISWIM, le langage abstrait qui a introduit cette règle
- ABC, l'ancêtre de Python
  - Python
- Gherkin (en)
- Miranda, le parent d'Haskell
  - Haskell
    - Curry (en)
- Occam
- Pug (Dialecte HTML)
- Pliant
- Sass
- Stylus
- YAML